# Cantone di Damigny
Il Cantone di Damigny è una divisione amministrativa dell'Arrondissement di Alençon.
È stato costituito a seguito della riforma approvata con decreto del 25 febbraio 2014, che ha avuto attuazione dopo le elezioni dipartimentali del 2015.

## Composizione
Comprende i 16 comuni di:
- Colombiers
- Condé-sur-Sarthe
- Cuissai
- Damigny
- La Ferrière-Bochard
- Gandelain
- Héloup
- Lalacelle
- Lonrai
- Mieuxcé
- Pacé
- La Roche-Mabile
- Saint-Céneri-le-Gérei
- Saint-Denis-sur-Sarthon
- Saint-Nicolas-des-Bois
- Valframbert